# 모리스코

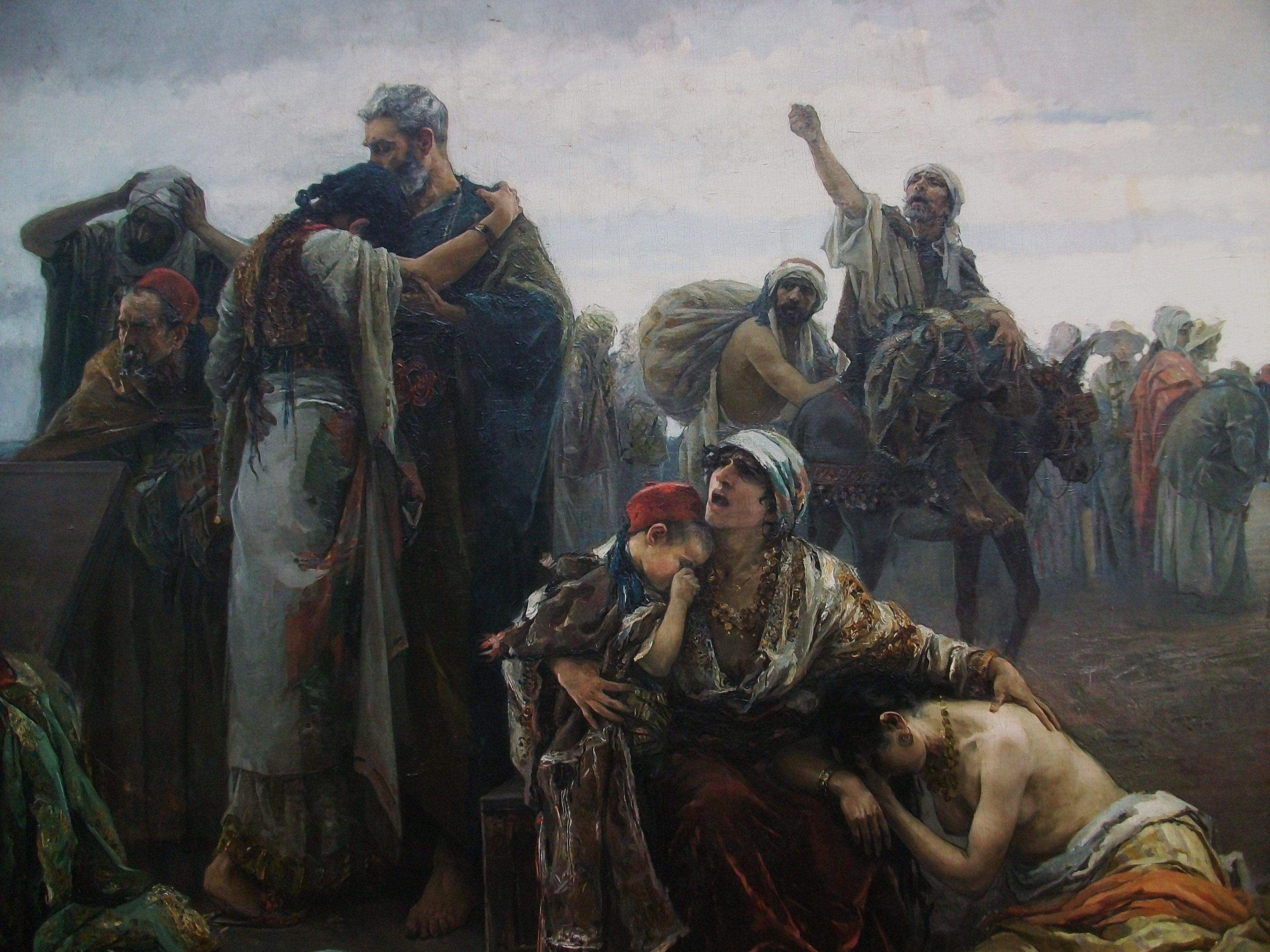

모리스코(스페인어: morisco, 포르투갈어: mourisco)는 이베리아반도에서 레콩키스타가 이루어지고 있던 시대에 무슬림에서 로마 가톨릭교로 개종한 사람이나 집단을 가리키는 명칭이다. 후에 용어의 의미가 전환되어, 비밀리에 스페인 내에서 이슬람교를 믿는다고 의심을 받는 사람들에게 적용되는 경멸어가 된다. 또한 스페인에서는 비밀리에 유대교를 믿는 사람(유대인)들을 마라노로 불렸다.

## 추방
모리스코 추방의 첫 번째 물결은 1492년 그라나다 함락 직후에 안달루시아에서 추방된 것이다.
펠리페 2세는 1567년 모든 모리스코(스페인에 숨은 이슬람교도)들에게 이슬람 관습을 버리고 가톨릭으로 개종하는 법을 시행했다. 이에 저항해 모리스코 반란이 일어났으나, 돈 후안 데 아우스트리아에게 제압되었다.
남아있던 모리스코는 결국 1609년(발렌시아에서의 모리스코 추방)에서 1614년(카스티야의 모리스코 추방)까지 당시 스페인 국왕인 펠리페 3세의 명에 따라 스페인에서 강제 추방됐다. 거의 대부분 아라곤 연합왕국(현재의 아라곤 지방, 카탈루냐 지방, 발렌시아 지방)에서 추방되었다.
가톨릭교도로 남아있기를 원했던 모리스코는 대개 이탈리아(특히 리보르노)에서 새로운 거처를 찾아낼 수 있었다. 그러나 압도적 대다수는 오스만 제국 또는 모로코 안에 있는 이슬람교도의 토지에 정착했다.

## 같이 보기
- 알안달루스
- 알람브라 칙령
- 알모가바르
- 콘베르소
- 무어인
- 모사라베
- 펠리페 3세
- 레콩키스타